# رزیدنت ایول: تباهی
رزیدنت ایول: تباهی که در ژاپن با نام بایوهزرد: تباهی شناخته می‌شود، (به ژاپنی: バイオハザード：ディジェネレーション Baiohazādo: Dijenerēshon) اولین فیلم بلند و پویانمایی بزرگسالان سه‌بعدی به کارگردانی ماکوتو کامیا است که بر اساس مجموعه بازی‌های ویدئویی رزیدنت ایول شرکت کپ‌کام، ساخته شده است. خبر ساخت آن توسط کپ‌کام و استودیوی سونی پیکچرز در ۲۹ اکتبر ۲۰۰۷ اعلان گردید. نخستین نمایش فیلم در ۱۱ اکتبر ۲۰۰۸ و در نمایشگاه توکیو گیم شو، واقع در ژاپن بود و سپس در ۱۸ اکتبر ۲۰۰۸ در دیگر مناطق کشور ژاپن منتشر شد.
برخلاف سه‌گانه فیلم پیشین رزیدنت ایول، رزیدنت ایول: تباهی دقیقاً در جهانی که مجموعه بازی اصلی آن رخ می‌دهد، اتفاق می‌افتد. شخصیت‌های اصلی عبارتند از لیان اسکات کندی و کلر ردفیلد، که برای اولین بار از زمان رزیدنت ایول ۲ با همدیگر حضور دارند. نسخهٔ دی‌وی‌دی و دیسک بلو-ری آن در ۲۶ دسامبر ۲۰۰۸ در ژاپن، ۲۷ دسامبر ۲۰۰۸ در آمریکای شمالی و در انگلستان در ۱۲ ژوئن ۲۰۰۹ منتشر شده است.

## داستان
در نوامبر ۲۰۰۵، فرودگاه هارواردویل مورد حمله یک فرد مبتلا به ویروس تی که در ترمینال فرودگاه است قرار می‌گیرد و رخ دادن اتفاقی مشابه در یک هواپیما سبب سقوط هواپیمای خطوط هوایی می‌شود. کلر ردفیلد، کارمند ترا سیو به‌طور تصادفی با سناتور ران دیویس، مخالف سرسخت ترا سیو برخورد می‌کند و آن‌ها مجبور می‌شوند در سالن وی‌آی‌پی با رانی، خواهرزاده یکی از کارکنان ترا سیو مخفی شوند. هنگام شب، فرودگاه توسط تیم واکنش ویژه محلی و ارتش ایالات متحده مسدود می‌شود و به بازماندگان کمک پزشکی می‌شود. افسران آنجلا میلر و گرگ گلن به همراه مأمور فدرال لیان اس. کندی به آن‌ها ملحق می‌شوند.

## شخصیت‌ها
- پال مرسیه در نقش لیان اس. کندی، مأمور یگان ویژه
- آلیسون کورت در نقش کلر ردفیلد دوست لیان
- لورا بیلی در نقش آنجلا میلر مأمور یگان ویژه، خواهر کورتیس میلر
- راجر کریگ اسمیت در نقش کورتیس میلر، برادر انجلا میلر
- کریسپین فریمن در نقش فردریک داوتینگ
- مری الیزابت مک‌گلین در نقش عمهٔ رانی
- میشل راف در نقش رانی چاولا
- استیون بلوم در نقش گرگ گلن، مأمور یگان ویژه، دوست انجلا